# Ю (містечко)
Ю (швед. Hjo) — містечко (tätort, міське поселення) у центральній Швеції в лені Вестра-Йоталанд. Адміністративний центр комуни Ю.

## Географія
Містечко знаходиться у східній частині лена Вестра-Йоталанд за 330 км на південний захід від Стокгольма.

## Історія
Міські права Ю отримало 1413 року. Цей статус підтверджено 13 грудня 1856 року.

## Герб міста
Герб було розроблено для міста Ю. Отримав королівське затвердження 1933 року.
Сюжет герба: у синьому полі золоте вітрильне судно. П оходить з міської печатки 1628 року. Вітрильне судно уособлює мореплавство.
Після адміністративно-територіальної реформи, проведеної в Швеції на початку 1970-х років, муніципальні герби стали використовуватися лишень комунами. Цей герб був 1971 року перебраний для нової комуни Ю.

## Населення
Населення становить 6 344 мешканців (2018).

## Спорт
У поселенні базується футбольний клуб ІФК Ю, гандбольний ГК «Гульдкрокен» та інші спортивні організації.
гандбольний ГК Гульдкрокен який має секції хокею з мячем, футболу, хокею, гандболу та інших видів спорту.
Також діють флорбольний клуб Ю ІБК та хокейний Ю СК.

## Галерея

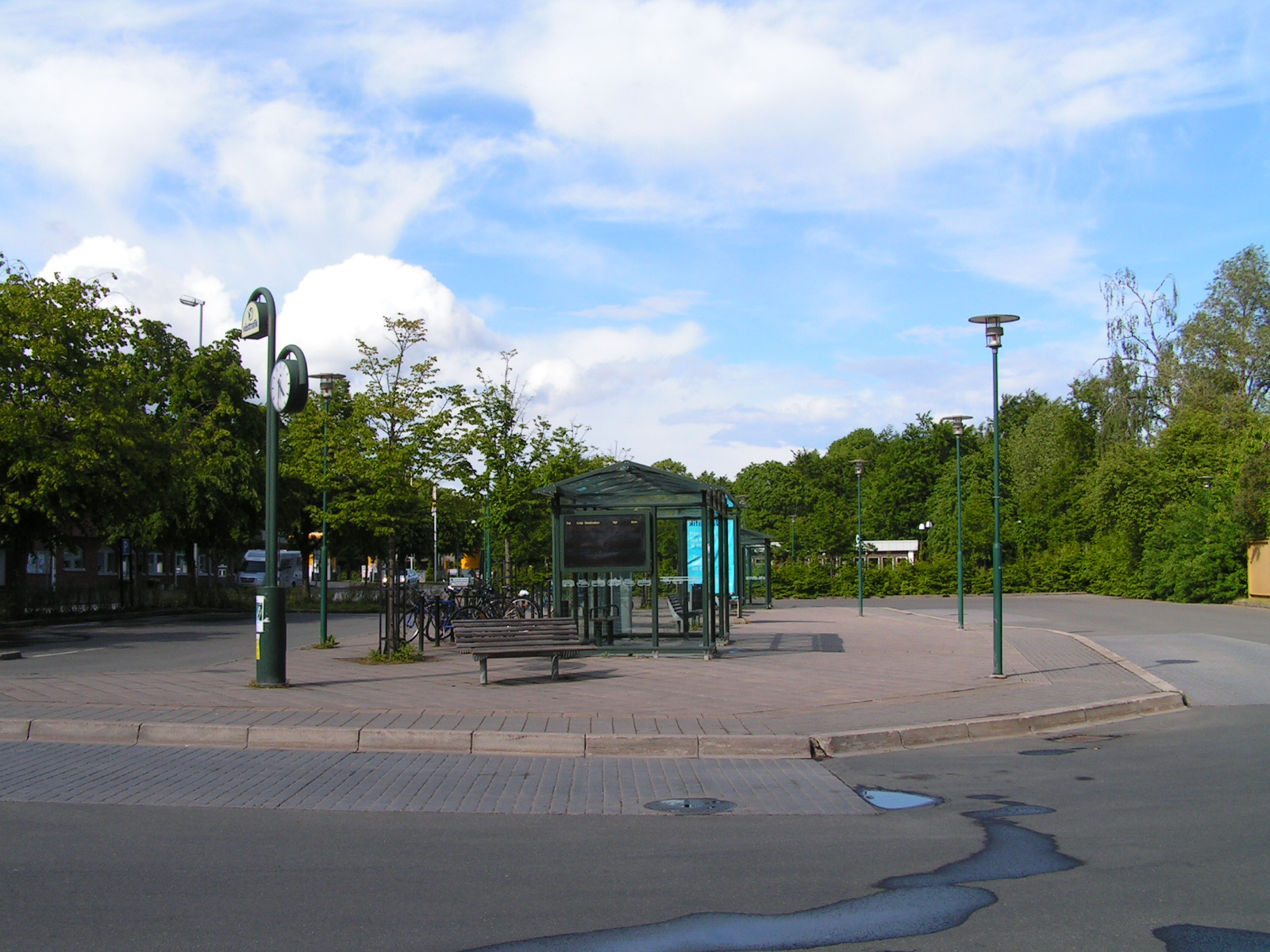
Автобусна станція
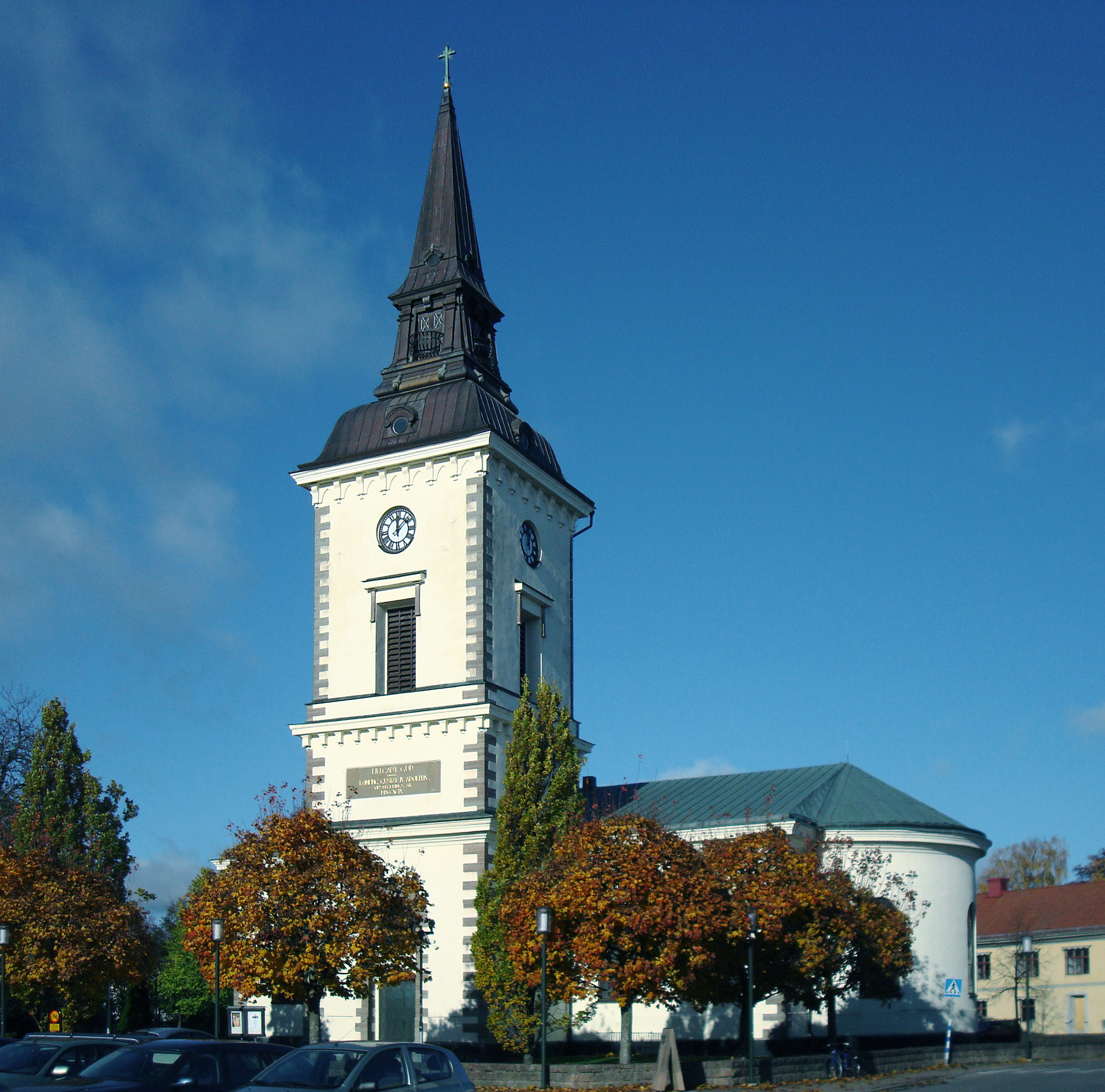
Церква
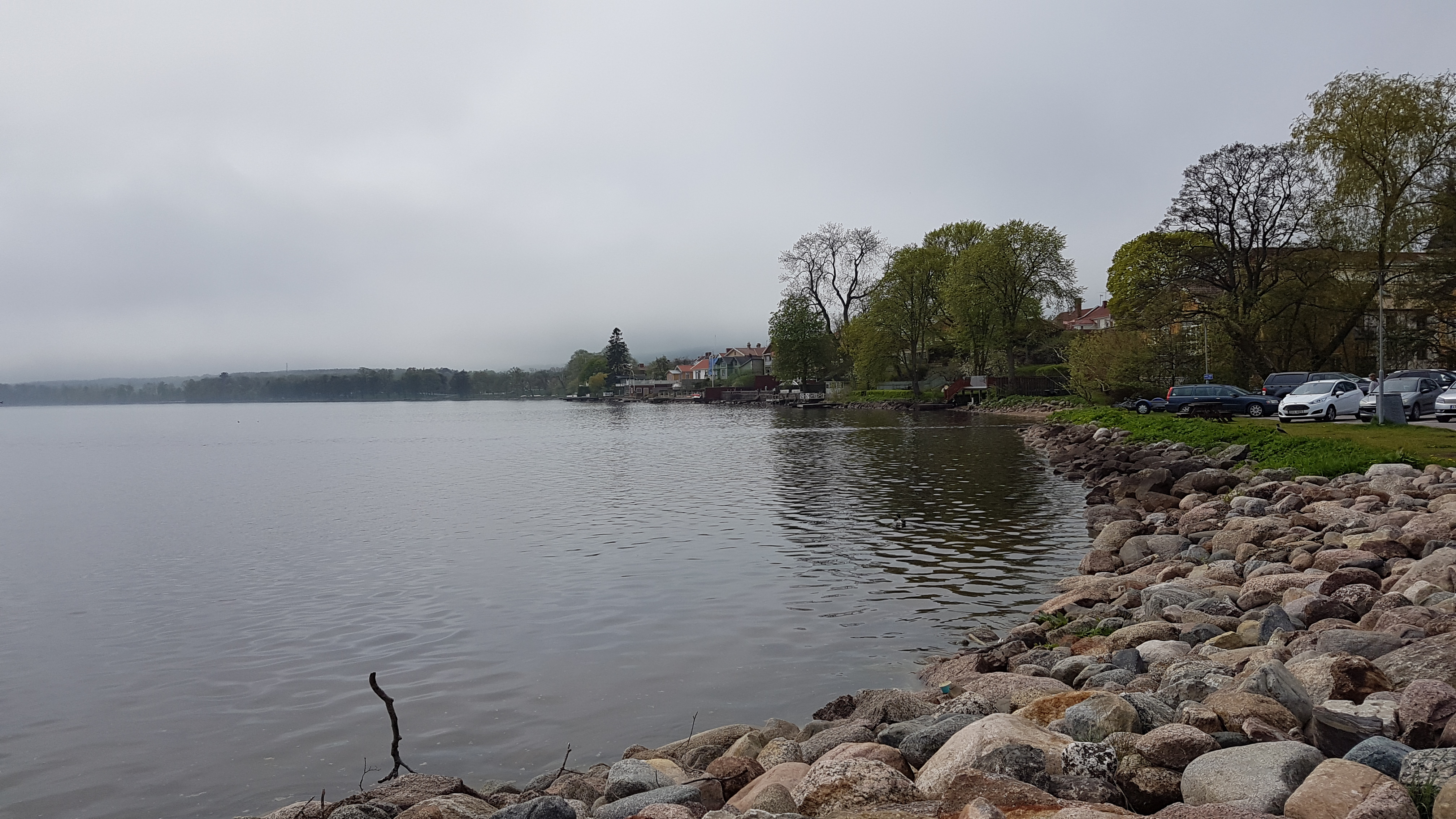
Над озером Веттерн
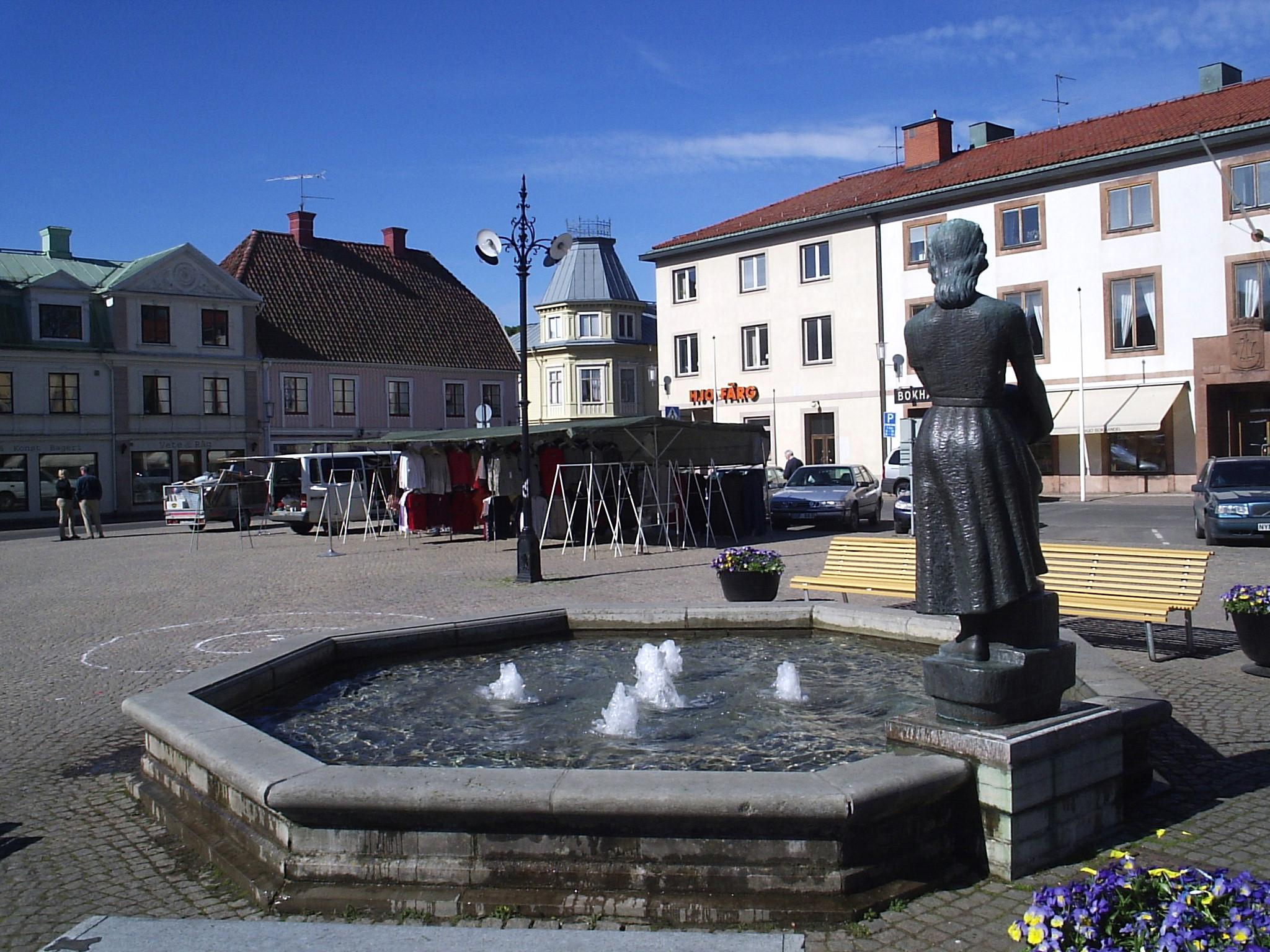
У центрі міста (площа Стура торгет)

## Покликання
- Сайт комуни Ю [Архівовано 11 квітня 2022 у Wayback Machine.]